# Stigmella tenebrica
Stigmella tenebrica là một loài bướm đêm thuộc họ Nepticulidae. Nó được tìm thấy ở Nepal.